# 紙捲油蠟筆
紙捲油蠟筆（Grease pencil; chinagraph pencil）又稱紙捲蠟筆、紙捲鉛筆，是一種蠟質的色鉛筆 ，簡而言之就是以彩色蠟製成的書寫工具，可以在堅硬、光澤的表面（如瓷器）上標記；其原料為無毒、不透明的蠟（例如石蠟、蜂蠟、地蠟、巴西棕櫚蠟或鯨魚蠟） 。
日本三菱鉛筆有生產這類產品，並將其日語名稱登錄商標；臺灣則以利百代國際實業為主要生產者 。